# Ludvig 2. af Anhalt-Köthen
Ludvig 2. af Anhalt-Köthen (tysk: Ludwig II. August Friedrich Emil; 20. september 1802 – 18. december 1818) var en tysk fyrste, der fra 1812 til sin død i 1818 var hertug af det lille tyske fyrstendømme Anhalt-Köthen. Da han var mindreårig i hele sin regeringstid, fungerede hans slægtning, hertug Leopold 3. af Anhalt-Dessau, som regent.

## Biografi
Ludvig blev født den 20. september 1802 i Köthen i Anhalt som posthum søn af prins Ludvig af Anhalt-Köthen, en yngre bror til den regerende fyrste af Anhalt-Köthen August Christian Frederik, i hans ægteskab med prinsesse Louise af Hessen-Darmstadt. Da den barnløse August Christian Frederik døde i 1812, overtog den 10-årige Ludvig positionen som hertug under regentskab af sin slægtning, hertug Leopold 3. af Anhalt-Dessau. 
Ludvig døde allerede som 16-årig den 18. december 1818 i Leipzig. Han blev begravet i familiegravstedet Sankt Jakobs Kirken i Köthen. Den barnløse Ludvig blev efterfulgt af sin fars fætter, Frederik Ferdinand.

## Eksterne links
- Wikimedia Commons har flere filer relateret til Ludvig 2. af Anhalt-Köthen
- Slægten Askaniens officielle hjemmeside Arkiveret 21. august 2018 hos  Wayback Machine

| Ludvig 2.Huset AskanienFødt: 20. september 1802 Død: 18. december 1818 |                                     |                                   |
| Titler som regent                                                      |                                     |                                   |
| Foregående: August Christian Frederik                                  | Hertug af Anhalt-Köthen 1812 – 1818 | Efterfølgende: Frederik Ferdinand |

|  | Artiklen om Ludvig 2. af Anhalt-Köthen kan blive bedre, hvis der indsættes et (bedre) billede. Du kan hjælpe ved at afsøge Wikimedia Commons for et passende billede eller uploade et godt billede til Wikimedia Commons iht. de tilladte licenser og indsætte det i artiklen. |